# ФК Химнасија и Есгрима Ла Плата
Фудбалски клуб Химнасија и Есгрима Ла Плата (шп. Club de Gimnasia y Esgrima La Plata), познат и само као Химнасија, аргентински је спортски клуб из Ла Плате, најпознатији по свом фудбалском клубу који се такмичи у Првој лиги Аргентине. 
Домаће утакмице клуб игра на стадиону Хуан Кармело Зериљо капацитета 21.500 места. Клуб је основан 1887. године под називом Club de Gimnasia y Esgrima.

## Успеси
- Прва лига Аргентине:
  - Првак (1): 1929.
  - Другопласирани (6): 1924. ААмФ, 1995. Клаусура, 1996. Клаусура, 1998. Апертура, 2002. Клаусура, 2005. Апертура